# Девлет II Герай
Девле́т II Гера́й (Гире́й) (крым. II Devlet Geray, ٢ دولت كراى‎; 1648—1718) — крымский хан из династии Гераев (1699—1702, 1709—1713), старший сын крымского хана Селима I Герая.

## Биография
В 1683—1691, 1692—1699 годах дважды был калгой.
Крымский хан Селим I Герай, взяв отставку в 1699 году, рекомендовал своего старшего сына Девлета Герая на ханскую должность и тот был утвержден в звании хана. В первое правление Девлет II Герай назначил калгой и нурэддином своих младших братьев Шахбаза Герая и Газы Герая. В том же 1699 году после гибели Шехбаза Герая Девлет II назначил калгой другого брата Саадета Герая. Во второе правление Девлет II Герай назначил калгой своего младшего брата Саадета Герая, а нурэддином — своего старшего сына Бахти Герая. Вскоре после конфликта с Бахти Гераем хан назначил нурэддином другого своего сына Бахадыра Герая.

## Правление
Правление Девлета II Герая проходило в непростых условиях. В самом начале царствования он столкнулся с конфликтом, разгоревшимся между его братьями за посты калги и нурэддина. Один из участников спора, Газы Герай, бежал в Буджак и там собрал вокруг себя мятежных ногайцев, намеревавшихся выйти из подчинения Крыму. Этот мятеж был подавлен Девлетом II. Вскоре у хана возникли сложности внешнеполитического характера. Османская империя, заключившая мир с Россией, оставляла без внимания все предупреждения хана, сообщавшего о планах Петра I продолжить войну на юге. Девлет II Герай попытался организовать вопреки воле султана предупредительный поход против русских, собрав было большое войско, но султан немедленно низложил его, восстановив на престоле Селима I Герая. Второе правление Девлета II ознаменовалось тем, что он поддержал намерение Запорожья и гетмана Ивана Мазепы освободить при помощи Швеции Украину от российской зависимости. После поражения шведско-казацкого войска у Полтавы хан разрешил казакам Запорожской Сечи, спасавшимся от мести царя, поселиться на территории подконтрольной Крымскому ханству в низовьях Днепра. Девлет II Герай постоянно высказывал султану свои опасения о том, что Россия не намерена долго соблюдать условия мира и вскоре приступит к территориальным захватам в Крыму и за счет Турции. Реакция султана была очень слабой из-за боязни начать войну с Россией. После продолжительной корреспонденции с султаном и при помощи французской дипломатии в 1710 война была объявлена. Как писал английский посол в Стамбуле Саттон, «война с Россией целиком является делом татарского хана».
В 1713 году Девлет II был снят с престола по формальному поводу (обвинен в ненадлежащем обращении с искавшим убежища в Турции шведским королём Карлом XII). О Девлете II Герае говорили, что это был отважный и величественный правитель, приводивший в трепет врагов. Отправлен из Крыма на Родос, затем переселился в городе Визе (Турция). Умер в Визе в 1719 году и похоронен близ тамошней мечети.

## Дети Девлета II Герая
- Бахти Герай (ум. 1729), кубанский сераскир (1699—1710, 1713—1726), нурэддин (1709) и калга (1709—1713)
- Бахадыр Герай (ум. п. 1713), нурэддин (1709—1713)
- Мехмед Герай (ум. п. 1711), буджацкий сераскир (1711)
- Мурад Герай (ум. 1729), кубанский сераскир (1728—1729)
- Мубарек Герай (ум. 1722)
- Хаджи Герай (ум. 1733), нурэддин (1730—1731)
- Арслан Герай (1692—1768), нурэддин (1735—1736), калга (1736—1737), крымский хан (1748—1756, 1767)
- Фетих II Герай (1696—1746), нурэддин (1731—1735), калга (1735—1736), крымский хан (1736—1737)
- Азамат Герай (ум. 1734)
- Махмуд Герай (ум. п.1737), нурэддин (1736—1737)
- Ахмед Герай (ум. 1750)
- Кырым Герай (1717—1769), буджацкий сераскир (1748—1750), нурэддин (1748), крымский хан (1758—1764,1768-1769).